# Halesowen
Halesowen is een plaats in het bestuurlijke gebied Dudley, in het Engelse graafschap West Midlands. De plaats telt 57.918 inwoners.

## Geboren
- William Shenstone (1714-1763), dichter en landschapsontwerper
- Lee Sharpe (1971), voetballer
- Morgan Rogers (2002), voetballer